# KEIRINグランプリ03
KEIRINグランプリ03（けいりんぐらんぷりぜろすりー）は、2003年12月30日（火）に京王閣競輪場で開催されたKEIRINグランプリである。優勝賞金7000万円。

## 出場選手
| 車番 | 選手       | 出身県 | 出場要件                   |
| ---- | ---------- | ------ | -------------------------- |
| 1    | 小嶋敬二   | 石川   | 高松宮記念杯競輪優勝       |
| 2    | 小野俊之   | 大分   | 年間獲得賞金8位            |
| 3    | 吉岡稔真   | 福岡   | 年間獲得賞金5位            |
| 4    | 伏見俊昭   | 福島   | 年間獲得賞金4位            |
| 5    | 佐藤慎太郎 | 福島   | 全日本選抜競輪優勝         |
| 6    | 山田裕仁   | 岐阜   | 競輪祭・日本選手権競輪優勝 |
| 7    | 岡部芳幸   | 福島   | 年間獲得賞金7位            |
| 8    | 村上義弘   | 京都   | オールスター競輪優勝       |
| 9    | 太田真一   | 埼玉   | 寛仁親王牌競輪優勝         |

- 補欠選手は小橋正義（新潟）[1]

## 競走内容

### 競走結果
| 着順 | 選手       | 決まり手 |
| ---- | ---------- | -------- |
| 1    | 山田裕仁   | 差       |
| 2    | 吉岡稔真   | 捲       |
| 3    | 太田真一   |          |
| 4    | 小野俊之   |          |
| 5    | 佐藤慎太郎 |          |
| 6    | 岡部芳幸   |          |
| 7    | 伏見俊昭   |          |
| 8    | 小嶋敬二   |          |
| 9    | 村上義弘   |          |

### 配当金額
| 車番二連勝単式 | 6-3   | 3,760円  |
| 三連勝単式     | 6-3-9 | 37,070円 |

## エピソード
- KEIRINグランプリ02に関するグランプリポイントは1回で廃止。今回またKEIRINグランプリ01までの選考基準に戻ったものの、前年GP覇者が無条件出場できる措置はなくなり、代わりに獲得賞金での出場枠が実質1つ増えることとなった。

- 当年が初のグランプリ開催地となった京王閣競輪場は、それまで2001年にGIIの共同通信社杯競輪を開催した実績があったが、GIについては開催実績がなく、オールスターが2013年に開催されたのが初であった。GIよりもグランプリの開催が先に実現したのは、メイン、バック両スタンドを改築してスタンドの雰囲気を一新させたことに加え、京王電鉄新宿駅から約20分程度で最寄り駅である京王多摩川駅まで行けるという交通の便の良さや、京王多摩川駅の改札を抜けると目の前に競輪場があるという立地条件の良さにも起因する。その後京王閣競輪場ではグランプリを2015年まで3年ごとに開催し、GIも2013年のオールスターの後は2015年と2017年と2021年に日本選手権競輪を開催している。

- この年の枠順決定は各選手が枠順を引き当てるという公開抽選制で行われた。枠順を決めるにあたって、競輪では今でも慣習となっている、メンバー中最も弱いと目される選手を4、6、8番に割り当てる（6番が最弱と目される）という「ヨーロッパ」という概念をなくした画期的といえるものであった。なお、2008年の大会も公開抽選による枠順決定が実施された。

- この時は、車番順にコメントをとった。9番車の太田も村上マークを考えていたが、2番車の小野が村上マークを先に宣言・主張したために競りを嫌って、単騎でのまくり狙いに変更したという[2]。

- 地上波中継は、テレビ東京《TXN系列 全19局ネット》が放送。

- GP単体の売り上げは、70億0269万7500円。目標の80億円を約10億円下回った。

- シリーズ全体の目標額は175億円だったが、シリーズ三日間の売り上げは166億9489万6700円と目標を下回った。

### 競走データ
- 優勝の山田は史上初の2年連続のグランプリ制覇を達成。また年間獲得賞金額も2年連続で2億円を突破した他、この年の競輪祭、日本選手権競輪も2連覇を果たし、まさに2年連続づくめの年となった。

- 2センターから捲り追い込みをかけた吉岡稔真が、ゴール線通過後勝ったと思ったのか、ガッツポーズをしてしまった。